# Blood, Sweat & Tears 3
Blood, Sweat & Tears 3 es el tercer álbum de la banda de jazz rock norteamericana, Blood, Sweat & Tears. Fue editado en el año 1970.

## Historial
Tras el gran éxito, comercial y artístico, que supuso su anterior disco, BS&T volvieron con la misma fórmula, logrando mantener ambos y alcanzar el n.º 1 de Billboard 200, además de colocar varios singles en el Top Ten.
En este tercer álbum, aparte de sus dos hits (Hi.de.ho, un tema cedido por Carole King, y Lucretia McEvil), incluyeron una ambiciosa y oscura versión del tema de The Rolling Stones, Sympathy for the devil. Fue editado por Columbia Records, con producción de Roy Halee y del batería del grupo, Bobby Colomby. El diseño de portada correspondió a John Berg (como en el disco anterior), con fotografías de Lee Friedlander, Fred Lombardi y Melissa Katz.
Los ingenieros de sonido fueron el propio Roy Halee y Lou Waxman.

## Listado de temas

### Cara A
- 01. Hi-de-ho   (Goffin-King)  4:39
- 02. The Battle  (Katz-Halligan)  2:48
- 03. Lucretia McEvil  (Thomas)  3:07
- 04. Lucretia's reprise (B.S.& T.)  2:31
- 05. Fire and rain  (Taylor)  4:01
- 06. Lonessome Suzzie  (R.Manuel)  4:35

### Cara B
- 01. Symphony for the devil/Sympathy for the devil (Jagger-Richards; arr: Halligan)  9:15
- 02. He's a runner  (L. Nyro)  4:13
- 03. Somethin' comin' on  (Cocker-Staiton)
- 04. 40.000 Headmen (Winwood-Capaldi)  5:28

## Músicos
- Lew Soloff y Chuck Winfield - trompeta, fliscorno.
- Jerry Hyman - trombón
- Dick Halligan - trombón, flauta, piano, órgano, clavicordio.
- Fred Lipsius - saxo alto, piano.
- Steve Katz - guitarra, armónica, cantante.
- Jim Fielder - bajo)
- Bobby Colomby - batería, percusión.
- David Clayton-Thomas - cantante

Además, interviene el Coro Borough-Wide de Manhattan, dirigido por Bill Smith.